# Tibi-Talsperre
Die Tibi-Talsperre liegt bei Alicante in der gleichnamigen Provinz Alicante in Spanien. 
Sie ist eine der ältesten Talsperren Europas und wurde von 1580 bis 1594 im Auftrag der Stadt Alicante und auf Befehl des Königs Philipp II. (Felipe II) ca. 25 km oberhalb von Alicante gebaut, um die Flüsse Monnegre und Verde aufzustauen. Die Baukosten betrugen 58.000 Valencianische Pfund. 

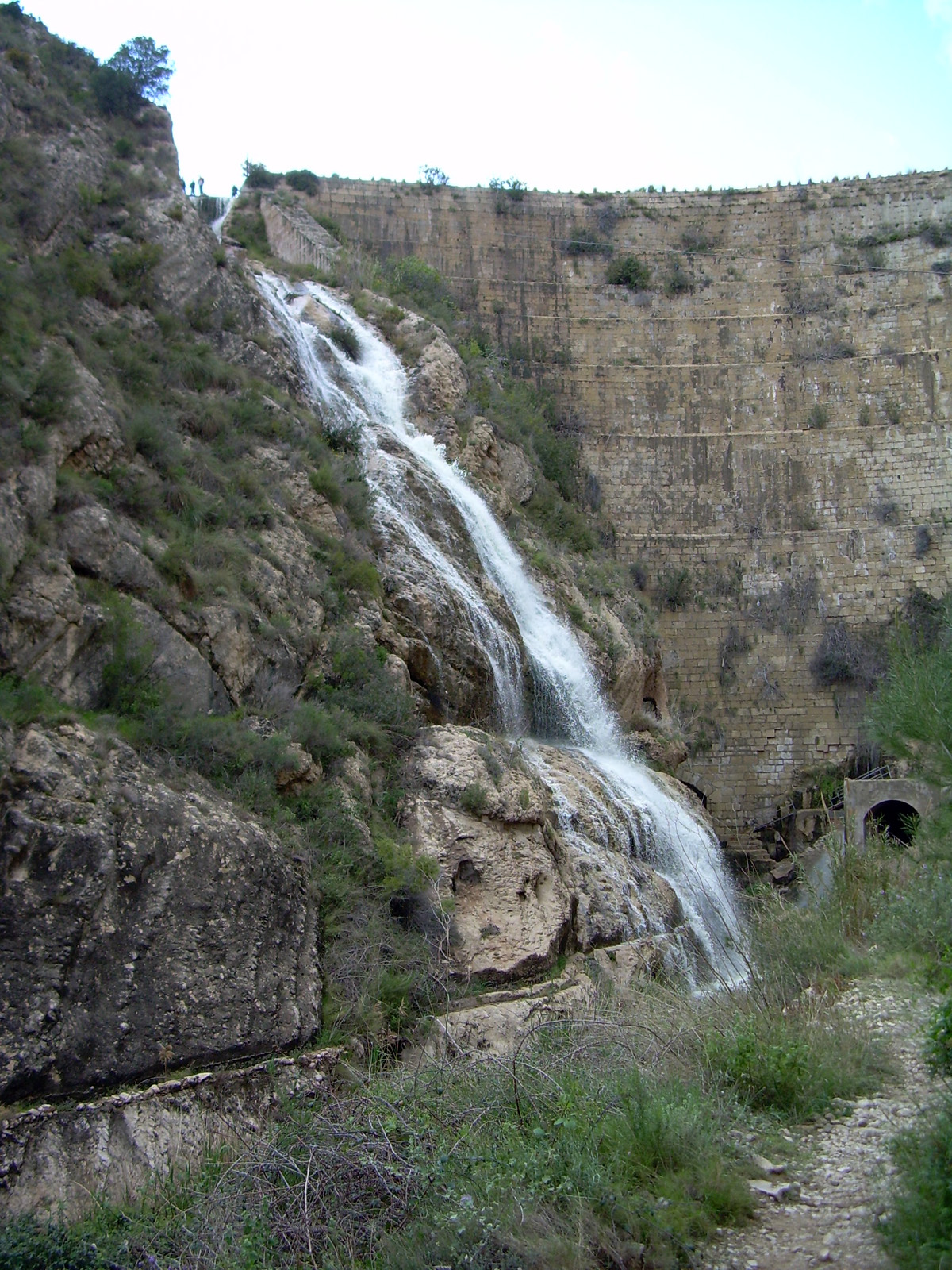
Staumauer der Tibi-Talsperre

Die Staumauer, eine Bogengewichtsmauer aus Steinblöcken, sperrt ein enges Tal ab und ist 42 Meter hoch. (Einige Quellen sprechen von 46 m Höhe.) Damit war sie lange Zeit, bis 1856/64, die höchste Staumauer Europas. An der Mauerkrone ist sie 65 m lang (oder 83 Meter). Die untere Länge wird in den verschiedenen Quellen mit 10 oder 20 Meter, die Dicke mit 30 Meter angegeben. 
Das Bauwerk ist heute ein nationales Denkmal.
Die Mauer besitzt einen Durchlass, der wasserseitig 4,8 m² und luftseitig 23,6 m² groß ist. An einem vertikalen Entnahmeschacht kann aus 52 verschiedenen Öffnungen Wasser entnommen werden.
Die aufgestaute Wasserfläche des Stausees ist 50 ha groß und kann 5,4 Millionen Kubikmeter Wasser fassen. Andere Quellen sprechen von 2 oder 3,7 Millionen m³.
Das Wasser wurde zum Bewässern von Ackerflächen in Alicante, Mutxamel, San Juan und El Campello gebraucht. Die Wasserrechte konnte man damals stundenweise kaufen.